# 伊努比亚保利斯塔
伊努比亚保利斯塔是巴西圣保罗州的一个市镇。总面积86.71平方公里，总人口3595人，人口密度41.5人/平方公里。